# 2000 Light Years from Home
"2000 Light Years from Home"는 영국의 록 밴드인 롤링 스톤스의 곡이다. 1967년 발매한 앨범 "Their Satanic Majesties Request"에 수록되어 있다.